# 克莱当卡普锡赞
克莱当卡普锡赞（法語：Cléden-Cap-Sizun，法語發音：[kledɛ̃ kap sizœ̃]）是法国菲尼斯泰尔省的一个市镇，属于坎佩尔区。

## 地名
“卡普锡赞”（Cap Sizun）指的是锡赞角。

## 地理
克莱当卡普锡赞（48°2'51"N, 4°38'52"W）面积19.08 平方千米，位于法国布列塔尼大區菲尼斯泰尔省，该省份为法国最西部的省份，位于布列塔尼半岛西部，北西南三面环大西洋，东临阿摩尔滨海省和莫尔比昂省。
与克莱当卡普锡赞接壤的市镇（或旧市镇、城区）包括：古利安、普洛戈夫、普里姆兰。
克莱当卡普锡赞的时区为UTC+01:00、UTC+02:00（夏令时）。

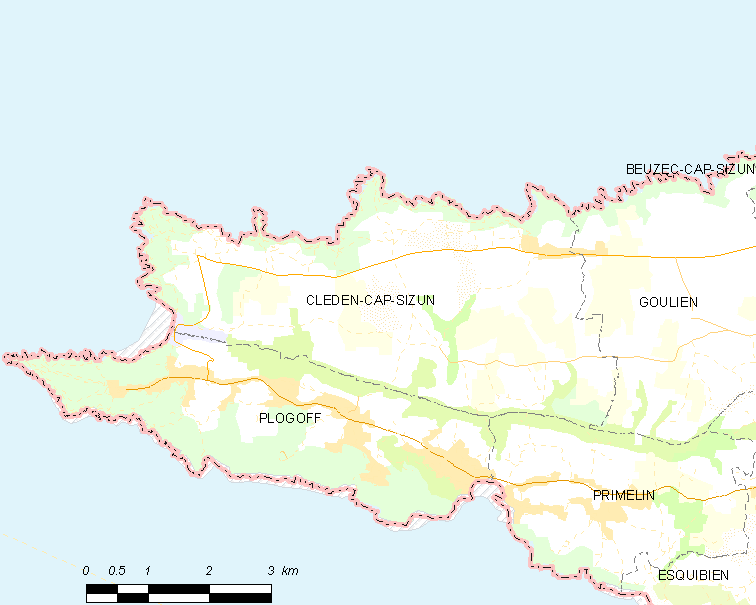
克莱当卡普锡赞的OSM定位图

## 行政
克莱当卡普锡赞的邮政编码为29770，INSEE市镇编码为29028。

## 政治
克莱当卡普锡赞所属的省级选区为杜瓦讷内县。

## 人口

1962-2008年间克莱当卡普锡赞人口变化图示

克莱当卡普锡赞于2022年1月1日时的人口数量为912人。